# Goat (gruppo musicale)
I Goat sono un gruppo svedese di musica fusion alternativa e sperimentale formatasi a Korpilombolo, nella contea di Norrbotten in Svezia. Il loro primo album World Music, è stato pubblicato il 20 agosto 2012 da Rocket Recordings.

## Storia del gruppo

### Inizi
I Goat, sebbene attualmente risiedano a Göteborg, affermano di provenire da Korpilombolo in Svezia che, secondo la pubblicità della band, ha un passato legato al culto voodoo dopo che uno stregone vi arrivò e vi trascorse la sua vita. Pare che, quando i crociati cristiani arrivarono e distrussero il villaggio, le persone sopravvissute fuggirono e lanciarono una maledizione sulla città. Questa è stata descritta come "una storia adorabile, anche se forse non del tutto radicata nella realtà".
La band ha iniziato a suonare quando i componenti erano bambini, nel solco della tradizione della comunità locale. Ora fanno parte del gruppo tre membri originali provenienti da Korpilombolo, ma nei concerti dal vivo vengono affiancati da altri quattro artisti provenienti da Göteborg.

### Carriera discografica
Il gruppo firmò un contratto con la Rocket Recordings, un'etichetta discografica fondata nel 1998 con sede nel Regno Unito . Nel 2012 pubblicarono il loro singolo di debutto Goatman su vinile in edizione limitata, per poi iniziare la registrazione del loro primo album. Commentando il processo di scrittura, un membro della band ha detto:
"Il processo di scrittura delle canzoni è strano. Normalmente, quando suoniamo insieme non suoniamo canzoni – facciamo musica – e ogni volta che suoniamo è diverso. Quando abbiamo avuto la possibilità di registrare, abbiamo realizzato le canzoni per l'album. Tutto è iniziato con la canzone Goatman, e quella canzone è stata registrata solo per noi. Poi Rocket [Recordings] ci ha chiesto di scrivere ancora qualcosa e abbiamo continuato. Le nostre canzoni non sono mai veramente finite e non sappiamo mai come andranno a finire quando inizieremo a registrarle."
World Music è stato pubblicato il 20 agosto 2012 e ha ottenuto buoni riscontri e attenzione internazionale, inclusa la rivista musicale australiana Happy Mag che ha posizionato l'album al quinto posto nella lista dei "25 più grandi album rock psichedelici degli anni 2010". Il titolo dell'album deriva dai diversi stili musicali presenti nell'album. I Goat hanno commentato: 
"Ci è stato insegnato fin da piccoli a comprendere non solo le band occidentali, ma anche la musica proveniente da altre parti del mondo. Abbiamo scelto il titolo World Music perché crediamo di suonare una "musica mondiale", ed è quello che pensiamo tutti suonino".

## Discografia

### Album in studio
- 2012 - World Music
- 2014 - Commune
- 2016 - Requiem
- 2022 - Oh Death
- 2023 - The Gallows Pole
- 2023 - Medicine
- 2024 - Goat

### Album dal vivo
- 2013 - Live Ballroom Ritual
- 2017 - Fuzzed in Europe

### Raccolte
- 2021 - Headsoup

### Colonne sonore
- 2018 - Double Date

### EP e singoli
- 2012 - Goatman/The Sun the Moon
- 2012 - The Sun the Moon/Goathead
- 2012 - First Sonic Ritual
- 2013 - Run to Your Mama Remixes Vol.1
- 2013 - Run to Your Mama Remixes Vol.2
- 2013 - Stonegoat/Dreambuilding
- 2014 - Hide from the Sun/Dig My Grave
- 2014 - Al Lover X Goat
- 2015 - Time for Fun/Relax
- 2016 - I Sing in Silence/The Snake of Addis Abeba
- 2017 - Goatfuzz/Goatfizz
- 2017 - Try My Robe
- 2018 - Let it Burn"/Friday, Pt. 1
- 2021 - Queen of the Underground
- 2021 - Fill My Mouth
- 2022 - Under No Nation
- 2022 - Do The Dance
- 2023 - Do The Dance (Shit & Shine Rework)
- 2023 - Seu Sangue